# 惠祖 (琉球)
惠祖（琉球語：〔〕 ?；？—？），又稱惠祖世主（琉球語：〔〕 ?），為琉球國英祖王朝的建立者英祖之父。
據琉球國史書記載，惠祖為天孫氏後裔，時任伊祖按司（今浦添市境内），晚年時其妻子夢見日輪飛來入其懷中，後生英祖。這也是英祖神號“英祖日子”的由來。
其墓位於浦添市伊祖高御墓（伊祖の高御墓） 。

## 家族
- 父（不詳）
- 母（不詳）
- 妻（不詳）
- 子：英祖